# Покољ у Теночтитлану
Покољ у главном храму Теночтитлана (шп. Matanza del Templo Mayor), покољ астечких верника који је извршила шпанска посада у Теночтитлану под командом Педра де Алварада крајем маја 1520. године. Напад на ненаоружане вернике који су покушали да принесу жртве боговима изазвао је општи устанак Астека, који су се до тада мирно покоравали шпанској окупацији, и довео је до избацивања Шпанаца из града неколико дана касније, у крвавом повлачењу познатом као Тужна ноћ.

## Позадина
Експедиција Ернана Кортеса је 8. новембра 1519. без борбе ушла у Теночтитлан, пријатељски дочекана од краља Монтезуме II и смештена у једну од краљевских палата. Само шест дана касније, на вести о бици код Наутле, где је од руку Астека погинуло неколико шпанских војника, Кортес је ухапсио Монтезуму усред његове палате и одвео га у своју палату, где се на брзу руку утврдио. Неколико месеци Кортес је успевао да управља Теночтитланом преко заробљеног Монтезуме, чија су наређења Астеци и даље слушали. По Монтезумином наређењу, поглавице које су се супротставиле Шпанцима код Наутле похапшене су и доведене у Теночтитлан, где су предати Кортесу који их је осудио на смрт и јавно живе спалио у центру града. На вести од доласку нове шпанске експедиције под командом Панфила де Нарваеса, који је дошао са Кубе да смени и ухапси Кортеса и средином маја 1520. заузео Семпоалу, Кортес је напустио град како би се сукобио са Нарваесом. Команду у Теночтитлану препустио је свом највишем официру, Педру де Алвараду.